# Iswestija-Pokal 1979
Der Iswestija-Pokal 1979 (russisch Турнир на приз газеты Известия, dt.: Turnier um den Preis der Zeitung „Известия“, dt. Iswestija, d. h. Nachrichten) war die 13. Austragung des internationalen Eishockeyturniers, welches in diesem Jahr vom 16. bis zum 21. Dezember 1979 stattfand. Neben der sowjetischen Sbornaja nahmen wieder die Nationalmannschaften Finnlands, Schwedens und der Tschechoslowakei teil. In diesem Jahr beteiligte sich auch die kanadische Eishockeynationalmannschaft am Turnier. Erneut konnte die Mannschaft aus der UdSSR das Turnier gewinnen.

## Spiele
| 16. Dezember 1979 | UdSSR Helmuts Balderis Wiktor Schluktow Boris Michailow Alexander Malzew Alexander Golikow | 5:1 (0:1, 3:0, 2:0) | Schweden Jan Lundström | Sportpalast Luschniki, Moskau Zuschauer: 12.000 |

| 16. Dezember 1979 | Tschechoslowakei Jiří Novák (2) Bohuslav Ebermann (2) Marián Šťastný František Černík Anton Šťastný Jiří Bubla Vincent Lukáč Milan Nový | 10:1 (5:1, 1:0, 4:0) | Kanada John Devaney | Sportpalast Luschniki, Moskau Zuschauer: 12.000 |

| 17. Dezember 1979 | Tschechoslowakei Bohuslav Ebermann (2) Miroslav Fryčer Jan Neliba | 4:4 (1:3, 2:0, 1:1) | Finnland Jukka Koskilahti Markku Kiimalainen Hannu Haapalainen Hannu Koskinen | Sportpalast Luschniki, Moskau Zuschauer: 8.000 |

| 17. Dezember 1979 | Schweden Ove Karlsson (22.) Lars Molin (24.) Dan Söderström (28.) Per Lundqvist (3) Thomas Eriksson | 7:2 (0:0, 5:1, 2:1) | Kanada Steve Tambellini Kevin Primeau | Sportpalast Luschniki, Moskau Zuschauer: 7.000 |

| 18. Dezember 1979 | UdSSR Sergei Makarow (2) Waleri Charlamow Wjatscheslaw Fetissow Helmuts Balderis Sergei Babinow | 6:3 (1:1, 1:1, 4:1) | Finnland Timo Susi Jukka Koskilahti Kari Eloranta | Sportpalast Luschniki, Moskau |

| 19. Dezember 1979 | Tschechoslowakei Vladimír Martinec (3) František Kaberle Jiří Novák Jaroslav Pouzar | 6:1 (3:0, 3:1, 0:0) | Schweden Peter Wallin | Sportpalast Luschniki, Moskau |

| 19. Dezember 1979 | UdSSR Wiktor Schluktow Waleri Wassiljew Wladimir Petrow Boris Michailow Alexander Golikow | 5:2 (1:0, 2:1, 2:1) | Kanada Wayne Dillon (27.) Chuck Arnason (41.) | Sportpalast Luschniki, Moskau Zuschauer: 12.000 |

| 20. Dezember 1979 | Schweden Dan Söderström Peter Helander | 2:4 (1:1, 0:1, 1:2) | Finnland Mikko Leinonen Taspio Levo Seppo Suoraniemi Hannu Koskinen | Sportpalast Luschniki, Moskau |

| 21. Dezember 1979 | Tschechoslowakei Vladimír Martinec Anton Šťastný | 2:3 (2:2, 0:1, 0:0) | UdSSR Helmuts Balderis Waleri Charlamow Alexander Golikow | Sportpalast Luschniki, Moskau Zuschauer: 12.000 |

| 21. Dezember 1979 | Kanada | 0:0 (0:0, 0:0, 0:0) | Finnland | Sportpalast Luschniki, Moskau Zuschauer: 8.000 |

## Abschlusstabelle
| Platz | Mannschaft       | Spiele | Siege | Unentschieden | Niederlagen | Tore  | Punkte |
| ----- | ---------------- | ------ | ----- | ------------- | ----------- | ----- | ------ |
|       | UdSSR            | 4      | 4     | 0             | 0           | 19:08 | 8      |
|       | Tschechoslowakei | 4      | 2     | 1             | 1           | 22:09 | 5      |
|       | Finnland         | 4      | 1     | 2             | 1           | 11:12 | 4      |
| 4.    | Schweden         | 4      | 1     | 0             | 3           | 11:17 | 2      |
| 5.    | Kanada           | 4      | 0     | 1             | 3           | 05:22 | 1      |

## Auszeichnungen
- Bester Scorer wurde Vladimír Martinec  mit 8 Punkten (4 Tore und 4 Vorlagen).

Beste Spieler
| Torwart     | Antero Kivelä     |
| Verteidiger | Wassili Perwuchin |
| Stürmer     | Vladimír Martinec |